# Chrīstos Almpanīs
Chrīstos Almpanīs (in greco Χρήστος Αλμπάνης?; Kalambaka, 5 novembre 1994) è un calciatore greco, attaccante dell'FC Andorra.

## Caratteristiche tecniche
È un'ala sinistra.

## Carriera

### Club
Ha esordito fra i professionisti il 29 settembre 2013 con la maglie dell'Eintracht Francoforte II in occasione del match di campionato pareggiato 0-0 contro il Friburgo II.

### Nazionale
Ha giocato nelle nazionali giovanili greche Under-18, Under-20 ed Under-21.

## Statistiche

### Presenze e reti nei club
Statistiche aggiornate al 18 Agosto 2018.
| Stagione               | Squadra                  | Campionato             | Campionato | Campionato | Coppe nazionali | Coppe nazionali | Coppe nazionali | Coppe continentali | Coppe continentali | Coppe continentali | Altre coppe | Altre coppe | Altre coppe | Totale | Totale | Totale |
| Stagione               | Squadra                  | Comp                   | Pres       | Reti       | Comp            | Pres            | Reti            | Comp               | Pres               | Reti               | Comp        | Pres        | Reti        | Pres   | Reti   |        |
| ---------------------- | ------------------------ | ---------------------- | ---------- | ---------- | --------------- | --------------- | --------------- | ------------------ | ------------------ | ------------------ | ----------- | ----------- | ----------- | ------ | ------ | ------ |
| 2013-2014              | Eintracht Francoforte II | RL                     | 20         | 4          |                 | -               | -               |                    | -                  | -                  |             | -           | -           | 20     | 4      |        |
| 2014-2015              | Friburgo II              | RL                     | 19         | 4          |                 | -               | -               |                    | -                  | -                  |             | -           | -           | 19     | 4      |        |
| 2015-2016              | Apollōn Smyrnīs          | BE                     | 7          | 1          | CG              | 1               | 0               |                    | -                  | -                  |             | -           | -           | 8      | 1      |        |
| 2016-2017              | Apollōn Smyrnīs          | BE                     | 28         | 9          | CG              | 2               | 0               |                    | -                  | -                  |             | -           | -           | 30     | 9      |        |
| 2017-2018              | Apollōn Smyrnīs          | SL                     | 29         | 8          | CG              | 2               | 0               |                    | -                  | -                  |             | -           | -           | 31     | 8      |        |
| Totale Apollōn Smyrnīs | Totale Apollōn Smyrnīs   | Totale Apollōn Smyrnīs | 64         | 18         |                 | 5               | 0               |                    | -                  | -                  |             | -           | -           | 69     | 18     |        |
| Totale carriera        | Totale carriera          | Totale carriera        | 103        | 26         |                 | 5               | 0               |                    | -                  | -                  |             | -           | -           | 108    | 26     |        |

## Palmarès

### Club

#### Competizioni nazionali
- Football League: 1

Apollōn Smyrnīs: 2016-2017
- Campionato cipriota: 1

Apollōn Limassol: 2021-2022